# Edmund Ignace Rice
El Beato Edmundo Rice (1762-1844) fue un pedagogo irlandés católico que consagró su vida a educar a los niños pobres. Fue el fundador de los Hermanos Cristianos, (Christian Brothers en inglés y Congregatio Fratrum Christianorum en latín) un Instituto de Vida Consagrada laical.

## Nacimiento y juventud
Edmundo Rice nació en Irlanda el 1 de junio de 1762 en un pueblo llamado Callan, en el condado de Kilkenny. Su padre, Robert, era un próspero granjero. Margaret, su madre, era una mujer de modales refinados de gran fuerza de ánimo y piedad sin ostentación.
A pesar del código penal contra los  católicos (que prohibía a los irlandeses votar, arrendar una granja, montar a caballo, instruirse o aprender un oficio), la familia Rice vivió en una casa cómoda en su granja. 
El padre de Edmundo cultivaba aproximadamente 65 hectáreas de tierra fértil, una posesión inusual para un católico de aquellos días. Los nueve hijos del matrimonio (dos muchachas y siete muchachos) recibieron su educación bajo el techo paterno por maestros que viajaban de casa en casa.

## Beatificación
El 2 de abril de 1993 fue declarado venerable. Fue beatificado el 6 de octubre de 1996 por el papa Juan Pablo II.

## Fiesta
Su fiesta se celebra el 5 de mayo.
En sus colegios hacen oraciones por el y por su trabajo y esfuerzo, al entregarse al señor
- Datos: Q1286473
- Multimedia: Edmund Ignatius Rice / Q1286473

sdqa`dqa`wd